# HD36964
HD36964 — хімічно пекулярна зоря спектрального класу A2, що має видиму зоряну величину в смузі V приблизно 10,0.
Вона  розташована на відстані близько 787,8 світлових років від Сонця.